# فرودگاه اپل ریور
فرودگاه اپل ریور (به انگلیسی: Apple River Airport) یک فرودگاه همگانی است . این فرودگاه در کشور ایالات متحده آمریکا قرار دارد و در ارتفاع ۴۱ متری از سطح دریا واقع شده است.